# Jules Simon
Jules Simon (n. 27 de Dezembro de 1814, Lorient - f. 8 de Junho de 1896) foi um político francês. Ocupou o cargo de primeiro-ministro da França, entre 12 de Dezembro de 1871 a 17 de Maio de 1877.

## Biografia
Simon nasceu em Lorient. Seu pai era um comerciante de tecidos da Lorena, que renunciou ao protestantismo antes de seu segundo casamento com uma bretã católica. Jules Simon era o filho deste segundo casamento. O nome da família era Suisse, que Simon abandonou em favor de seu terceiro nome próprio. Com um sacrifício considerável, ele foi capaz de frequentar um colégio em Vannes, e em 1833 se torna um aluno da École Normale Supérieure em Paris. Lá ele entrou em contato com Victor Cousin, que o enviou para Caen e depois para Versalhes para ensinar filosofia. Ajudou Cousin, sem receber nenhum reconhecimento, em suas traduções de Platão e Aristóteles, e em 1839 tornou-se seu vice na cadeira de filosofia da Universidade de Paris, com o magro salário de 83 francos mensais. Ele também lecionou história da filosofia na École Normale Supérieure.
Nesse período, ele editou as obras de Nicolas Malebranche (2 vols, 1842), de René Descartes (1842), Bossuet (1842) e de Antoine Arnauld (1843), e em 1844-1845 apareceram os dois volumes de sua Histoire de l 'école d'Alexandrie. Tornou-se colaborador regular da Revue des deux mondes e, em 1847, com Amédée Jacques e Émile Saisset, fundou o Liberté de penser, com a intenção de se livrar do jugo de Cousin, mas se aposentou quando Jacques permitiu a inserção de um artigo defendendo os princípios do coletivismo, com os quais ele nunca simpatizou.

## Carreira política de 1848 a 1871
Em 1848, ele representou a Côtes-du-Nord na Assembleia Nacional, e no ano seguinte entrou no Conselho de Estado, mas foi aposentado por causa de suas opiniões republicanas. Sua recusa em fazer o juramento de fidelidade ao governo de Luís Napoleão após o golpe de estado foi seguida por sua demissão do cargo de professor, e ele se dedicou a escritos filosóficos e políticos de ordem popular. Le Devoir (1853), que foi traduzido para o grego moderno e o sueco, foi seguido por La Religion naturelle (1856, tradução inglesa, 1887), La Liberté de conscience (1857), La Liberté politique (1859), La Liberté civile (1859),L'Ouvrière (1861), L'Ecole (1864), Le Travail (1866), L'Ouvrier de huit ans (1867) e outros.
Em 1863, ele foi devolvido ao Corps Législatif para a 8ª circunscrição do departamento de Seine, e apoiou "les Cinq" em sua oposição ao governo. Ele se tornou ministro da instrução do Governo de Defesa Nacional em 5 de setembro de 1870. Após a capitulação de Paris em janeiro de 1871, foi enviado a Bordéus para evitar a resistência de Léon Gambetta para a paz. Mas em Bordeaux, Gambetta, que emitira uma proclamação excluindo das eleições aqueles que haviam sido funcionários do Império, era todo-poderoso. Fingindo contestar as credenciais de Jules Simon, ele emitiu ordens para sua prisão. Enquanto isso, Simon havia encontrado meios de comunicação com Paris, e em 6 de fevereiro foi reforçado por Eugène Pelletan, Emmanuel Arago e Etienne Joseph Louis Garnier-Pages. Gambetta renunciou, e o ministério do Interior, embora nominalmente entregue a Arago, estava realmente nas mãos de Simon.

## Terceira República
Derrotado no departamento do Sena, concorreu ao Marne na Assembleia Nacional e retomou a pasta da Educação no primeiro gabinete da presidência de Adolphe Thiers. Ele defendeu a educação primária gratuita, mas procurou conciliar o clero por todos os meios ao seu alcance; mas nenhuma concessão removeu a hostilidade de Félix Dupanloup, que presidiu a comissão nomeada para examinar seu projeto de lei de educação elementar. As reformas que ele conseguiu realizar diziam respeito ao ensino médio. Ele encorajou o estudo de línguas vivas; ele também encorajou métodos independentes na École Normale e montou uma escola em Roma onde os membros da escola francesa de Atenas deveriam passar algum tempo.
Ele manteve o cargo até uma semana antes da queda de Thiers em 1873. Ele era considerado pela direita monárquica como um dos obstáculos mais perigosos no caminho de uma restauração, o que ele fez tanto quanto qualquer homem (exceto, talvez, o conde de Chambord ele mesmo) para prevenir, mas pela extrema esquerda ele era desconfiado por suas opiniões moderadas, e Gambetta nunca perdoou sua vitória em Bordéus. Em 1875, tornou-se membro da Académie française e senador vitalício e, em 1876, com a renúncia de Jules Dufaure, foi convocado para formar um gabinete. Ele substituiu os funcionários antirrepublicanos no serviço público por republicanos e manteve o seu cargo até 3 de maio de 1877, quando adotou uma moção aprovada por ampla maioria na Câmara convidando o gabinete a usar todos os meios para a repressão da agitação clerical.
Seus inimigos clericais induziram então o marechal Patrice Maurice de Mac-Mahon a aproveitar uma votação sobre a lei de imprensa realizada na ausência de Jules Simon da Câmara para escrever-lhe uma carta lamentando não ter mais preservado sua influência na Câmara e, portanto, praticamente exigindo sua renúncia. Sua renúncia em resposta a este ato do presidente, conhecido como "Seize Mai", ao qual ele poderia ter resistido com um apelo à Câmara, provou sua ruína, e ele nunca mais ocupou o cargo. Ele justificou sua ação pelo medo de dar uma oportunidade para um golpe de Estado por parte do marechal. No entanto, a crise de maio de 1877 acabou com a morte de Mac-Mahon e com a vitória dos republicanos sobre os monarquistas orleanistas e Legitimistas.
A rejeição (1880) do artigo 7 da Lei de Educação de Ferry, pelo qual a profissão de professor seria proibida a membros de congregações não autorizadas, deveu-se à sua intervenção. Ele era de fato um dos chefes da facção de Oportunistas Republicanos de centro-esquerda, oposta na mesma facção a Jules Grévy e também ao Radical Gambetta. Foi diretor do Le Gaulois de 1879 a 1881, e sua influência no país entre os republicanos moderados foi retida por seus artigos no Le Matin a partir de 1882, no Journal des Débats, ao qual ingressou em 1886, e no Le Temps a partir de 1890.

## Trabalhos
Seus próprios relatos de alguns dos eventos em que esteve envolvido aparecem em Souvenirs du 4 septembre (1874), Le Gouvernement de M. Thiers (2 vols., 1878), em Mémoires des autres (1889), Nouveaux mémoires des autres (1891) e Les Derniers mémoires des autres (1897), enquanto seu esboço de Victor Cousin (1887) foi mais uma contribuição para a história contemporânea. Para sua história pessoal, os Premiers Mémoires (1900) e Le Soir de ma journée (1902), editado por seu filho Gustave Simon, pode ser completada por Léon Séché em Figures bretonnes, Jules Simon, sa vie, son œuvre (new ed., 1898), e Georges Picot, Jules Simon: notice historique (1897); também por muitas referências à literatura periódica e ensaios reunidos em Guide bibliographique de la littérature française de 1800 à 1906 (1907) de Hugo Paul Thieme.

## Ministério de Simon, 12 de dezembro de 1876 - 17 de maio de 1877
Ver Gabinete Simon
- Jules Simon - Presidente do Conselho e Ministro do Interior
- Louis Decazes - Ministro das Relações Exteriores
- Jean Auguste Berthaud - Ministro da Guerra
- Léon Say - Ministro da Fazenda
- Louis Martel - Ministro da Justiça e Culto
- Martin Fourichon - Ministro da Marinha e Colônias
- William Henry Waddington - Ministro da Instrução Pública
- Albert Christophle - Ministro das Obras Públicas
- Pierre Teisserenc de Bort - Ministro da Agricultura e Comércio